# 1047 Geisha
1047 Geisha је астероид главног астероидног појаса са средњом удаљеношћу од Сунца која износи 2,241 астрономских јединица (АЈ).
Апсолутна магнитуда астероида је 11,86 а геометријски албедо 0,334.